# آرتاشس یکم
آرتاشِس یکم یا آرتاکسیاس یکم (به ارمنی Արտաշես Առաջին Բարեպաշտ، به لاتین Artaxias, پارسی باستان: 𐎠𐎼𐎫𐎧𐏁𐏂𐎠 اَرتَخشَسا) با جلوس بر تخت سلطنت ارمنستان سلسله پادشاهی جدیدی را بنیان گذاشت که مقدر بود از تاریخ ۱۹۰ تا سال یکم پیش از میلاد بر ارمنستان بزرگ سلطنت کند، سلسله‌ای که در دوران حکومت او ارمنستان به اوج قدرت خود رسید.

## نام
فرم یونانی Artaxias برگرفته از نام ایرانی باستان *Artaxšaθra- است که همچنین ریشه نام اردشیر (Ardashir) در پارسی میانه و فرم یونانی Artaxérxēs (Αρταξέρξης) می‌باشد. فرم ارمنی این نام Artašēs (Արտաշէս) احتمالا در اواخر دوران هخامنشی از Artaxšaçā⁠ پارسی باستان وارد این زبان شده است . به گفته هراچیا آچاریان منشا بلافصل فرم ارمنی، فرم تایید نشده *Artašas است. این نام به معنی"کسی که از طریق حقیقت  (اشه) سلطنت می کند" است.

## پیشینه
طبق گفته استرابو، جغرافی‌دان مشهور، آرتاشس یکم و زریر (سوفنه) از سرداران آنتیوخوس سوم و از بازماندگان و شاهزادگان دودمان اروندی که در دوران هخامنشی عنوان ساتراپی ارمنستان و سوفن را داشتند. وی موفق شد تعرض‌های لشکریان سلوکیان برای دستیابی به ارمنستان را با موفقیت دفع کند، و از آنجا که سیاستمداری زیرک و مال اندیشی بود آنچه از دستش برمی‌آمد برای تضعیف قدرت آنان انجام داد.
وقتی تیمارک حاکم ماد علیه سلوکی‌ها سر بر شورش برداشت آرتاشس سپاهی به یاری او فرستاد و کمکش کرد تا او نیز بدل به حاکمی مستقل شود.

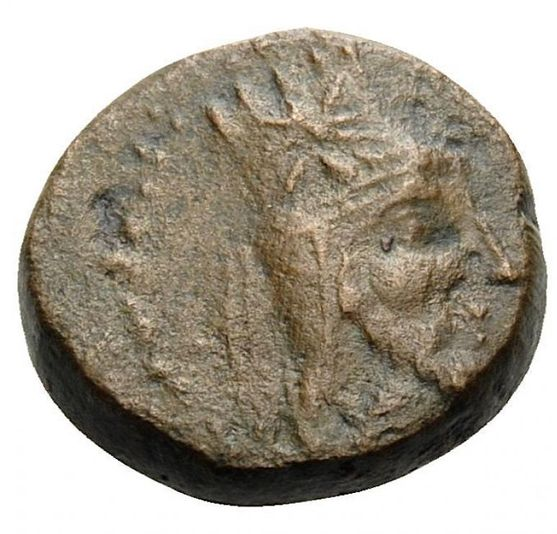

آرتاشس یکم با آلبانیای قفقاز نیز جنگید آنان را تا به ساحل چپ رود کورا پس راند و در آن سمت بر وسعت خاک ارمنستان افزود. چون در آن جنگ‌ها پسر پادشاه آلبان‌ها به اسارت درآمده بود پادشاه مغلوب دختر خود ساتنیک را فرستاد تا آزادی برادرش را از آرتاشس بخواهد و از او تقاضای صلح کند، آرتاشس عاشق آن دختر شد و با وی ازدواج کرد.
آنها شش پسر داشتند که نام‌های آنان: آرتاوازد یکم، ورویر، ماژان، زاره، تیران و تیگران بودند.
آرتاشس با نشاندن یکی از بستگان خود برتخت سلطنت ایبری، (پادشاهی ایبری) ایبرها را نیز از مراحم خود برخوردار کرد.
آرتاشس شهر جدیدی بر کناره‌های رود ارس (نزدیکی شهر ایروان امروزی) بنا نهاد که آن را به نام خود آرتاشات-(آرتاکساتا) نامید و همان شهر پایتخت ارمنستان شد.
استرابن می‌نویسد: 
«دوران سلطنت آرتاشس یکم با جنگ‌ها متمایز گردیده که در تمام طول این دوران ارمنستان با سیاست رم نگهداری و حمایت می‌شد، زیرا رم که دولتی واقع‌نگر بود از اینکه مؤسس سلسله پادشاهی ارمنستان به دشمن او هانیبال پناه داده است کینه به دل نگرفت و برعکس، در تحکیم و تقویت آن کوشید تا در برابر احیای احتمالی قدرت پادشاهان سلوکی وزنه‌ای داشته باشد.

پادشاهانی که در طول قرن دوم پیش از میلاد بر تخت سلطنت ارمنستان نشستند آفرینندگان واقعی ارمنستان بودند. آنان از این سازمان نوپای سیاسی در برابر تجاوز همسایگان دفاع کردند و زمینه برقراری یک دولت همجنس و نیرومند و سعادتمند را فراهم آوردند. همان‌ها بودند که راه را برای ظهور تیگران دوم گشودند و زمینه را برای پیدایش چنان پادشاهی آماده کردند.»